# Административна подела Грчке
Република Грчка је 2011. године добила ново устројство државе, подељено на три нивоа. Држава је подељена на 7 децентрализованих управа, 13 периферија и 325 општина. Периферије и општине имају потпуну самоуправу, док су децентрализоване управе засноване на секретарима, које независно поставља грчка скупштина.
Света Гора, као потпуно аутономна монашка јединица у Грчкој, ужива посебне повластице, па је изузетак од изложеног.

## Историјат
Грчка је добила 1. јануара 2011. године нову управну поделу државе према Каликратисовом плану (Закон 2852/2010). Новом поделом веома је измењено дотадашње устројство државе по пређашњем Каподистријском плану из 1997. године. Основни циљ био је смањење чиновништва и укидање бројних општинских управа са свега пар стотина становника, што је изискивало много средстава из државне благајне. С тим у вези значајно су учињени следећи кораци:
- Осетно је смањен број општина, за 3 пута (са 1033 на 325), спајањем пар општина и заједница према пређашњем плану, док су неке веће општине задржане у претходном облику. Општинама руководи начелник општине и општинско веће, бирани на изборима сваке пете године. Општине се даље деле на општине јединице, а потом и на насеља (заједнице). Мада ће насеља имати своја већа, она ће бити чисто саветодавног облика. Од битнијих надлежности општина могу се набројати: сигурност (полиција и ватрогасна служба, цивилна заштита), домови здравља и обданишта, стање и опремљеност школа, приступачно становање, месно планирање, културна делатност месног значаја, јавно зеленило, инфраструктура општинског значаја, питање одношења смећа и стања вода, наводњавање, гробља, пољопривреда, трговина, туризам;
- Ниво префектура, њих 54, је укинут. Он је делимично надокнађен стварањем округа (тачније, периферијских јединица), које имају знатно мање надлежности него раније префектуре, па се могу изједначити са појмом округа у Србији. Дати окрузи имају начелника, кога бира самоуправа периферије, па је његова улога првенствено у спровођењу мера и одлука дате управе;
- Досадашње периферије су остале у неизмењеном саставу, али су добиле нове надлежности регионалне самоуправе. На челу периферија су начелници периферија и периферијска већа, бирани на изборима сваке пете године. Периферије се (као што је речено) деле на периферијске јединице.
- Новоуведени ниво при новој управној подели јесте децентрализована управа, која обухвата 2 или 3 периферије (осим у случају Атике и Крита). Њима руководе секретари, које независно поставља грчка скупштина, уз учешће саветодавног савета, именованог од стране начелника периферија и представника општине, које су у надлежности дато секретара.

## Децетрализоване управе
1. Децетрализована управа Атике обухвата периферију Атику,
2. Децетрализована управа Егеја обухвата периферије Северни Егеј и Јужни Егеј,
3. Децетрализована управа Епира и Западне Македоније обухвата периферије Епир и Западну Македонију,
4. Децетрализована управа Македоније и Тракије обухвата периферије Средишњу Македонију и Источну Македонију и Тракију,
5. Децетрализована управа Пелопонеза, Западне Грчке и Јонских острва обухвата периферије Пелопонез, Западну Грчку и Јонска острва,
6. Децетрализована управа Тесалије и Копнене Грчке обухвата периферије Тесалију и Средишњу Грчку,
7. Децетрализована управа Крита обухвата периферију Крит.